# جيوفان ماكينا
سيوبهان ماكينا (بالإنجليزية: Siobhán McKenna)‏ (و. 1923 – 1986 م) هي ممثلة، وممثلة مسرحية، وممثلة أفلام من جمهورية أيرلندا ولدت في بلفاست.

## روابط خارجية
- جيوفان ماكينا على موقع IMDb (الإنجليزية)
- جيوفان ماكينا على موقع الموسوعة البريطانية (الإنجليزية)
- جيوفان ماكينا على موقع ألو سيني (الفرنسية)
- جيوفان ماكينا على موقع ميوزك برينز (الإنجليزية)
- جيوفان ماكينا على موقع أول موفي (الإنجليزية)
- جيوفان ماكينا على موقع قاعدة بيانات برودواي على الإنترنت (الإنجليزية)
- جيوفان ماكينا على موقع قاعدة بيانات الأفلام السويدية (السويدية)
- جيوفان ماكينا على موقع ديسكوغز (الإنجليزية)
- جيوفان ماكينا على موقع قاعدة بيانات الفيلم (الإنجليزية)
- جيوفان ماكينا على موقع كينوبويسك (الروسية)
- جيوفان ماكينا على موقع كينوبويسك (الروسية)